# Apiocera pilosoris
Apiocera pilosoris är en tvåvingeart som beskrevs av Paramonov 1953. Apiocera pilosoris ingår i släktet Apiocera och familjen Apioceridae. Inga underarter finns listade i Catalogue of Life.